# Coppa Intercontinentale 2016 (pallacanestro)
La Coppa intercontinentale di pallacanestro 2016 si è disputata a Francoforte in Germania.
Vi prendono parte i tedeschi del Skyliners Frankfurt, vincitori dell'Europe Cup 2015-2016, e i venezuelani del Guaros de Lara, campioni della FIBA Americas League 2016.

## Formula
La formula prevede una singola sfida disputata a Francoforte in Germania, presso il Ballsporthalle.

## Tabellini
| Francoforte sul Meno 18 settembre 2016, ore 15:00 | Skyliners Frankfurt | 69 – 74 (16-19, 39-32, 52-51) referto                                                                                | Guaros de Lara | Ballsporthalle (5002 spett.) |
| \| \| \| \| \| Shields 16 \| Punti \| 19 Graham \| \| Starks 5 \| Assist \| 4 Guillént \| \| Shields 7 \| Rimbalzi \| 5 Colmenares \| \| Starks, Graves, Robertson, Morrison, Shields Agva, Merz, lzhöfer, Kiel n.e. Bonga, Schubert, Zeeb \| Formazioni \| James, Graterol, Guillént, Graham, Colmenares Echenique, Bethelmy, Sifontes, Ascanio, Martínez, Cvetković, Jefferson \| \| Gordon Herbert \| Allenatori \| Iván Déniz \| |                     | |                |                              |
| |                     | |                |                              |
| Shields 16 | Punti               | 19 Graham |                |                              |
| Starks 5 | Assist              | 4 Guillént |                |                              |
| Shields 7 | Rimbalzi            | 5 Colmenares |                |                              |
| Starks, Graves, Robertson, Morrison, Shields Agva, Merz, lzhöfer, Kiel n.e. Bonga, Schubert, Zeeb | Formazioni          | James, Graterol, Guillént, Graham, Colmenares Echenique, Bethelmy, Sifontes, Ascanio, Martínez, Cvetković, Jefferson |                |                              |
| Gordon Herbert | Allenatori          | Iván Déniz |                |                              |

| Coppa Intercontinentale 2016 |
| ---------------------------- |
| Guaros de Lara 1º titolo     |

## Formazione vincitrice
| N° | Naz.                   | Ruolo | Sportivo          |  | Alt. |  |
| -- | ---------------------- | ----- | ----------------- |  | ---- |  |
| 0  | Venezuela (bandiera)   | C     | Gregory Echenique |  | 206  |  |
| 2  | Stati Uniti (bandiera) | A     | Damion James      |  | 201  |  |
| 6  | Venezuela (bandiera)   | C     | Windi Graterol    |  | 205  |  |
| 11 | Venezuela (bandiera)   | AC    | Luis Bethelmy     |  | 200  |  |
| 19 | Venezuela (bandiera)   | P     | Heissler Guillént |  | 185  |  |
| 20 | Venezuela (bandiera)   | G     | Yohanner Sifontes |  | 192  |  |
| 24 | Venezuela (bandiera)   | AC    | Josè Ascanio      |  | 204  |  |
| 25 | Stati Uniti (bandiera) | G     | Lucas Martínez    |  | 193  |  |
| 30 | Serbia (bandiera)      | GA    | Branko Cvetković  |  | 200  |  |
| 32 | Stati Uniti (bandiera) | G     | Zach Graham       |  | 198  |  |
| 41 | Stati Uniti (bandiera) | A     | Davon Jefferson   |  | 204  |  |
| 43 | Venezuela (bandiera)   | AC    | Néstor Colmenares |  | 203  |  |
|    | Spagna (bandiera)      | All.  | Iván Déniz        |  |      |  |

## MVP
- Zach Graham